# Ewelin
Ewelin – wieś sołecka w Polsce położona w województwie mazowieckim, w powiecie garwolińskim, w gminie Garwolin.
Wierni Kościoła rzymskokatolickiego należą do parafii Matki Boskiej Częstochowskiej w Garwolinie.
Wieś powstała po 1864 roku i byli w niej zasiedleni koloniści z Niemiec, prawdopodobnie z Bawarii, Mazur lub Prus. Ponieważ warunki glebowe im nie odpowiadały, przenieśli się na Zamojszczyznę, a na ich miejsce wieś zasiedlono najprawdopodobniej miejscowymi chłopami. 
W latach 1975–1998 miejscowość administracyjnie należała do województwa siedleckiego.